# Mitrophyllum mitratum
Mitrophyllum mitratum là một loài thực vật có hoa trong họ Phiên hạnh. Loài này được (Marloth) Schwantes mô tả khoa học đầu tiên năm 1926.